# Valentino Vignone
Valentino Vignone (Sepino, 24 agosto 1805 – Teggiano, 1º novembre 1857) è stato un vescovo cattolico italiano, primo vescovo della diocesi di Diano.

## Biografia
Nacque a Sepino, in provincia di Campobasso, da Nicola e Orsola Giomei. Aveva due fratelli ed una sorella. La sua vocazione sacerdotale fu incoraggiata dallo zio Amodio Vignone, arciprete, e da una zia suora di nome Maria Teresa, che gli avrebbero lasciato i propri beni in eredità, se avesse intrapreso la via del sacerdozio.

### Sacerdozio
Fu ordinato sacerdote a 23 anni, il 4 aprile 1829, dall'allora vescovo di Boiano, Taddeo Garzilli. Nel 1835 si laureò in teologia, e fu nominato insegnante di teologia dogmatica e morale dei chierici e novizi locali. Nel 1836, per le ottime qualità e per l'animo «prudente, umile e nobile», fu eletto arciprete della chiesa di Santa Cristina a Sepino ed esaminatore prosinodale, ottenendo la maggioranza dei voti. Subito dopo la nomina promosse il restauro della chiesa che prevedeva il rifacimento delle volte, dei pavimenti e l'allestimento con nuovi arredi. Nel 1838, sottopose una donna «posseduta dal diavolo» a nove giorni di esorcismo, da lui stesso praticato, guarendola: inviò nel 1855 una deposizione sull'evento alla Santa Sede.

### Episcopato
La nomina a vescovo, tanto invocata, gli fu confermata da papa Pio IX il 17 febbraio 1851, assegnandolo alla nuova diocesi di Diano. In realtà Vignone inizialmente dubitò nell'accettare la nomina, a causa del ruolo importante e del costo della cerimonia di consacrazione che fu pagata grazie al prestito di un barone locale, sfruttando l'ipoteca sulla mensa vescovile. Venne consacrato il 23 febbraio dal cardinale Antonio Francesco Orioli, O.F.M.Conv., assistito dagli arcivescovi Domenico Lucciardi e Antonio Ligi Bussi, O.F.M.Conv., nella Basilica dei XII Apostoli a Roma.
Nei primi anni di episcopato, si presentarono le prime difficoltà: dal 1853 dovette risolvere una questione con l'abate ordinario Onofrio Granata, benedettino cassinese, dell'abbazia di Cava de' Tirreni, riguardante la denuncia di un arciprete, su cui intervenne il nunzio apostolico Innocenzo Ferrieri. Successivamente fu coinvolto in una diatriba con l'arcivescovo di Salerno Marino Paglia, il quale mise in dubbio la nomina del nuovo teologo della cattedrale di Diano, ricevuta da Vignone dietro un ingente compenso in denaro, e preferendolo al candidato proposto da Paglia.
Morì il 1º novembre 1857 e gli succedette il vicario generale della diocesi Domenico Fanelli, eletto vescovo dal capitolo. Aveva espresso il desiderio di ritirarsi comunque a breve, in una lettera del 1855 a don Donato Ferrante, arciprete di Sepino, che lo esortava a chiedere il trasferimento alla diocesi di Boiano, rimasta vacante per la morte del vescovo Giuseppe Riccardi.

## Genealogia episcopale
La genealogia episcopale è:
- Cardinale Scipione Rebiba
- Cardinale Giulio Antonio Santori
- Cardinale Girolamo Bernerio, O.P.
- Arcivescovo Galeazzo Sanvitale
- Cardinale Ludovico Ludovisi
- Cardinale Luigi Caetani
- Cardinale Ulderico Carpegna
- Cardinale Paluzzo Paluzzi Altieri degli Albertoni
- Papa Benedetto XIII
- Papa Benedetto XIV
- Papa Clemente XIII
- Cardinale Marcantonio Colonna
- Cardinale Giacinto Sigismondo Gerdil, B.
- Cardinale Giulio Maria della Somaglia
- Cardinale Giacinto Placido Zurla, O.S.B.Cam.
- Cardinale Antonio Francesco Orioli, O.F.M.Conv.
- Vescovo Valentino Vignone